# Sideridis roborovskii
Sideridis roborovskii là một loài bướm đêm trong họ Noctuidae.